# Гаркебі (місячний кратер)
Кратер Гаркебі (лат. Harkhebi) — гігантський стародавній метеоритний кратер у північній півкулі зворотного боку Місяця. Назву кратеру присвоєно на честь давньоєгипетського астронома Гаркебі (IV ст. до н. е.) й затверджено Міжнародним астрономічним союзом у 1970 році. Утворення кратера відбулось у донектарському періоді.

## Опис кратера

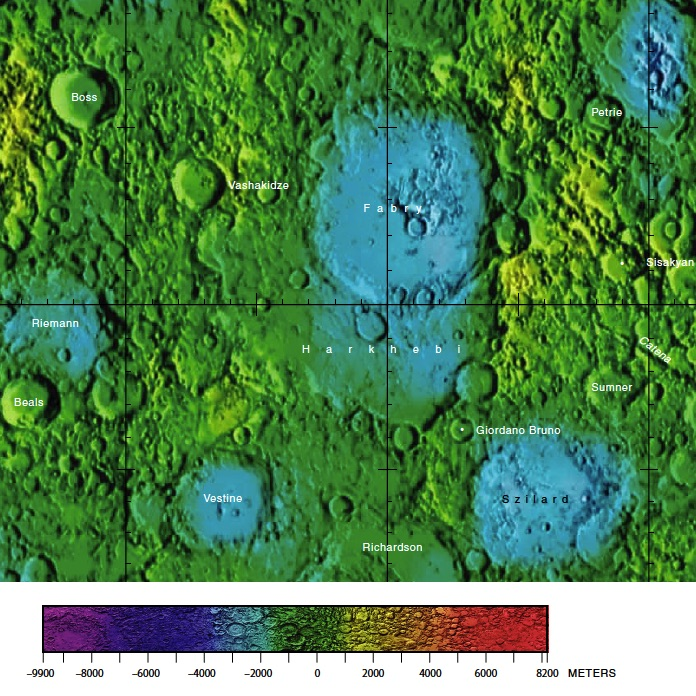
Околиці кратера Гаркебі. Фрагмент мапи зворотного боку Місяця.

Північно-східна частина кратера Гаркебі перекрита великим кратером Фабрі. Іншими найближчими сусідами кратера є кратер Ріман на заході; кратер Вашакідзе на північному заході; кратер Сісакян на сході північному сході; кратер Самнер на сході; кратер Джордано Бруно на південному сході; кратер Річардсон на півдні і кратер Вестін на південному заході. Селенографічні координати центру кратера 40°52′ пн. ш. 98°44′ сх. д. / 40.87° пн. ш. 98.74° сх. д., діаметр 337,1 км, глибина 3,1 км.
Кратер Гаркебі має полігональну форму і зазнав значних руйнувань, північно-східна частина кратера перекрита кратером Фабрі. Вал кратера згладжений і фактично перетворився у півкільце окремих піків і хребтів, місцями вал зрівнявся з навколишньою місцевістю. Південно-східна частина валу перекрита сателітними кратерами Гаркебі J і Гаркебі K. Дно чаші кратера пересічене, хоча у дещо меншій мірі ніж навколишня місцевість й поцятковане декількома великими кратерами із сателітним кратером Гаркебі H включно на південь від валу кратера Фабрі. Чаша кратера Гаркебі прокреслена світлими променями від кратера Джордано Бруно.

## Сателітні кратери
| Гаркебі | Координати                                                  | Діаметр, км |
| ------- | ----------------------------------------------------------- | ----------- |
| H       | 39°24′ пн. ш. 99°44′ сх. д. / 39.4° пн. ш. 99.73° сх. д.    | 28,9        |
| J       | 37°25′ пн. ш. 103°22′ сх. д. / 37.42° пн. ш. 103.36° сх. д. | 43,1        |
| K       | 35°49′ пн. ш. 100°46′ сх. д. / 35.81° пн. ш. 100.76° сх. д. | 25,9        |
| T       | 40°02′ пн. ш. 95°19′ сх. д. / 40.04° пн. ш. 95.31° сх. д.   | 18,5        |
| U       | 40°47′ пн. ш. 96°49′ сх. д. / 40.78° пн. ш. 96.81° сх. д.   | 18,2        |
| W       | 43°21′ пн. ш. 95°33′ сх. д. / 43.35° пн. ш. 95.55° сх. д.   | 17,4        |

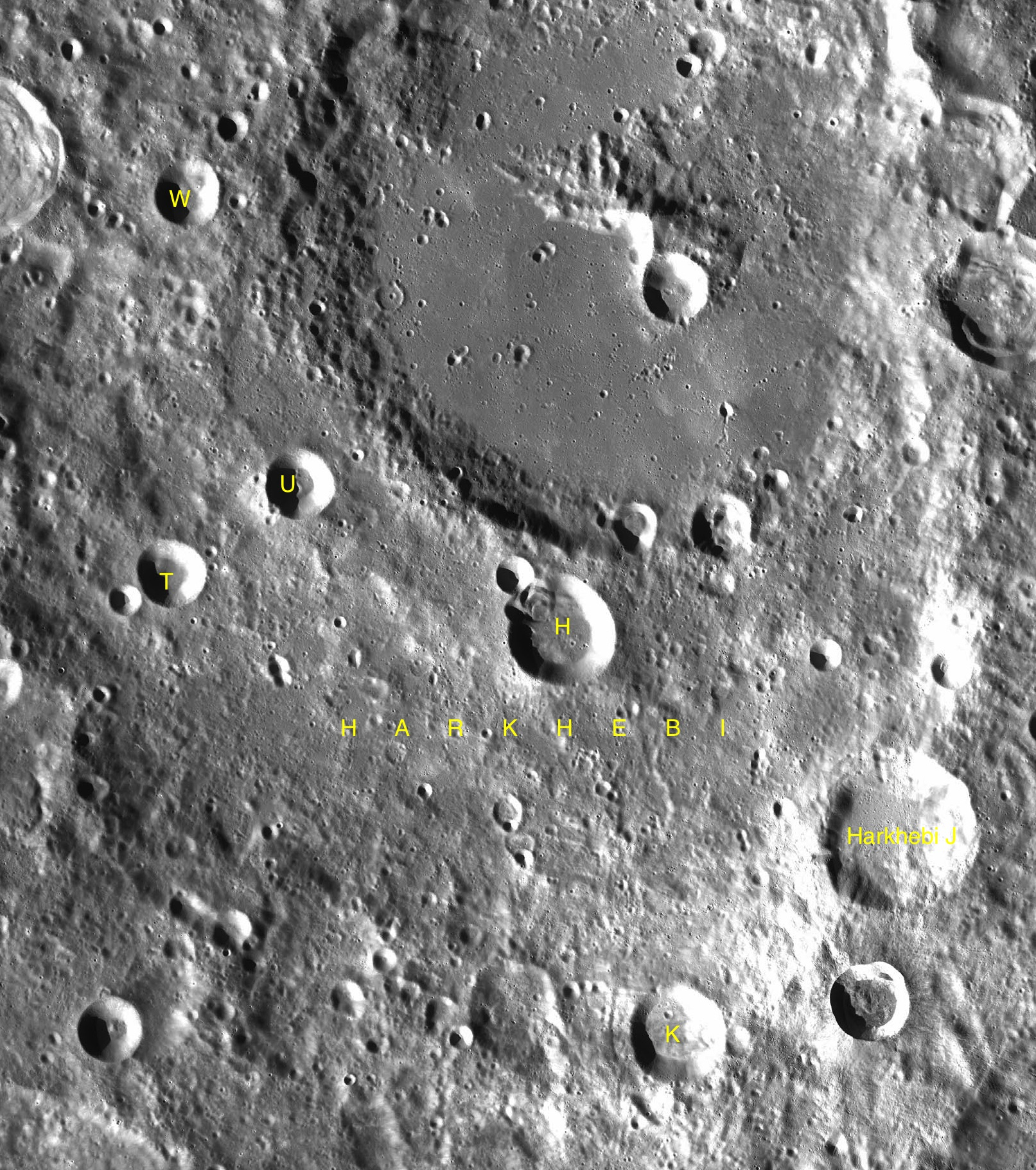
Фрагмент мапи LAC-29.

- Утворення сателітного кратера Гаркебі H відбулося ранньоімбрійскому періоді[1].
- Утворення сателітного кратера Гаркебі J відбулося у нектарському періоді[1].